# Spaichingen
Spaichingen est une ville de Bade-Wurtemberg (Allemagne), située dans l'arrondissement de Tuttlingen, dans le district de Fribourg-en-Brisgau.

## Personnalités liées à la commune
- Sandra Boser, membre du Landtag de Bade-Wurtemberg depuis 2011.
- Winfried Kretschmann, ministre-président de Bade-Wurtemberg.

## Jumelage
- Sallanches (France) depuis 1970
- Mezőberény (Hongrie)